# 海外ウィークリー
海外ウィークリー（かいがい- ）とは、NHK総合テレビジョンで1980年4月12日から1985年3月16日まで土曜夜7:20 - 8:00に放映された海外ニュースを取り扱った、ニュースワイド、トピックス番組である。

## 概要
それまで土曜夜7:20からの10分間放送された『海外の話題』を7:30枠と統合して拡大した。後番組の『ハロー!ワールド』及び、2015年から2021年3月まで放送された『これでわかった! 世界のいま』、2021年4月から2022年3月まで放送された『ニュース地球まるわかり』のルーツにあたる。番組開始時は記者の平野次郎と幸田シャーミンがキャスターを務めた。当時のニュース番組は、ニュースを棒読みするだけだったが、この番組はキャスターのコメントが入り、キャスター同士が会話する番組だった。

## キャスター
- 平野次郎[1]、幸田シャーミン[1]
- 小林和男、野中ともよ
- 二見道雄

## 語り
- 井上真樹夫

## 音楽
- 大野雄二